# Antonia Torrent
Antònia Torrent i Martori (Arenys de Munt, 1906-2004). Escritora y periodista.  Desde muy joven sintió inclinación por la escritura y el mundo de la cultura. A partir de los años 20 empezó a colaborar en varias publicaciones periódicas, tanto locales como de Barcelona. Encontramos artículos suyos en El Matí, El Día Gràfico, Flama, La dona catalana y en el diario La Rambla. Sus escritos reflejan los valores republicanos de igualdad social, libertad y educación. Escribe sobre la condición de la mujer, la importancia de la enseñanza... y también se hace eco de los lugares más especiales de Arenys de Munt, así como del arte de los bolillos, una manufactura muy arraigada en el pueblo. Fue la responsable de la primera biblioteca de Arenys de Munt, inaugurada en 1933, la cual dinamizó creando la asociación «Amigos de la Biblioteca»  y organizando conferencias, cursillos, presentaciones de libros y otras actividades. Fue bibliotecaria municipal hasta 1939 cuando fue depurada al acabar la Guerra Civil Española. Aun así, hacia los años cincuenta creó la asociación "Amigos de Arenys de Munt" y fue corresponsal de Arenys de Munt en La Vanguardia.
Da nombre a la biblioteca municipal de Arenys de Munt.